# Sagrinella
Sagrinella es un género de foraminífero bentónico de la subfamilia Siphogenerinoidinae, de la familia Siphogenerinoididae, de la superfamilia Buliminoidea, del suborden Buliminina y del orden Buliminida. Su especie tipo es Sagrinella guinai. Su rango cronoestratigráfico abarca el Holoceno.

## Discusión
Clasificaciones previas incluían Sagrinella en el suborden Rotaliina del orden Rotaliida.

## Clasificación
Sagrinella incluye a las siguientes especies:
- Sagrinella convallaria
- Sagrinella durrandii
- Sagrinella jugosa
- Sagrinella lobata
- Sagrinella scutata
- Sagrinella spinosa
- Sagrinella strigosa
- Sagrinella vertebralis

Otras especies consideradas en Sagrinella son:
- Sagrinella lobata, aceptado como Pseudobrizalina lobata
- Sagrinella guinai, considerado sinónimo posterior de Sagrinella jugosa